# 自旋-1/2
在量子物理中，自旋{\displaystyle {\frac {1}{2}}}表示一粒子所具有的內稟角動量（自旋）為{\displaystyle {\frac {\hbar }{2}}}，{\displaystyle \hbar }是約化普朗克常數，其中包括了電子、質子、中子、中微子與虧子(夸克)。自旋-{\displaystyle {\frac {1}{2}}}粒子在量子統計上屬於費米子，並遵守包立不相容原理。
對自旋{\displaystyle {\frac {1}{2}}}粒子進行自旋性質的量子測量會得到兩個值。有兩個結果肇因於所存有的向量空間的維度。自旋{\displaystyle {\frac {1}{2}}}粒子的自旋量子態可以用一種兩個維度的複數值向量來描述，稱之為二元旋量。利用這種表示法，量子力學中的算符可寫成2乘2(2 x 2)的複數厄米矩陣。
自旋投影算符{\displaystyle S_{z}}意義上代表了沿著{\displaystyle z}方向對自旋做的測量：
{\displaystyle S_{z}={\frac {\hbar }{2}}\sigma _{z}={\frac {\hbar }{2}}{\begin{pmatrix}1&0\\0&-1\end{pmatrix}}}
{\displaystyle S_{z}}算符有兩個本徵值——{\displaystyle \pm {\frac {\hbar }{2}}}，有各自對應的本徵向量：
{\displaystyle {\begin{pmatrix}1\\0\end{pmatrix}}=\left\vert {s_{z}=+{\frac {1}{2}}}\right\rangle =|{\uparrow }\rangle }
{\displaystyle {\begin{pmatrix}0\\1\end{pmatrix}}=\left\vert {s_{z}=-{\frac {1}{2}}}\right\rangle =|{\downarrow }\rangle }
其構成描述自旋之希爾伯特空間的完整基底，即自旋的態可用這兩個態的線性組合來代表。這兩個態方便上稱之為「自旋向上」（spin up）與「自旋向下」（spin down）。
自旋算符S有些特質和角動量算符L相同，但其他特質則不相同。
可為自旋{\displaystyle {\frac {1}{2}}}物體建構升降算符；其遵守和其他角動量算符相同的對易關係(交換關係)。
自旋投影算符的旋轉的兩個本徵值與前面相同(相應於測量的可能結果)，但本徵向量則不同——為向量自旋算符{\displaystyle \mathbf {S} \cdot {\hat {n}}}；其中{\displaystyle n}是一個順沿投影方向的單位向量，而
{\displaystyle \mathbf {S} ={\frac {\hbar }{2}}\mathbf {\sigma } ={\frac {\hbar }{2}}\left(\sigma _{x}{\hat {x}}+\sigma _{y}{\hat {y}}+\sigma _{z}{\hat {z}}\right)}。
這些{\displaystyle \sigma }為包立矩陣或稱包立旋量。

## 參閱
- 自旋-軌道作用

## 外部連結
- 聖地牙哥加州大學物理系關於自旋的視聽教學